# Roquefort-sur-Soulzon
Roquefort-sur-Soulzon è un comune francese di 714 abitanti situato nel dipartimento dell'Aveyron nella regione dell'Occitania. È famoso per essere il luogo di origine e di produzione del formaggio roquefort.

## Società

### Evoluzione demografica
Abitanti censiti